# ウード・シュニーベルガー
ウード・シュニーベルガー（Udo Schneberger, 1964年1月28日・バート・ゾーベルンハイム）はドイツのピアニスト、オルガニスト、音楽祭監督。

## 来歴
ケルン音楽大学卒業。G・ルートヴィッヒ教授に師事、又アマデウス四重奏団の下で室内楽の研鑽を積む。
その後、ハイデルベルク教会音楽大学において、オルガン、古楽演奏、指揮を学ぶ。
1988年以来各地で（ドイツ、ノルウェー、フランス、ポーランド他）400回以上の演奏会を行う。
日本では大阪いずみホール、東京カザルスホール、浜離宮朝日ホール、神戸朝日ホール、姫路パルナソスホール、神戸松蔭女子大学、関西学院大学で好評を得る。室内演奏者としてV.クリモフ（ヴァイオリン）、T.ブランディス（ヴァイオリン）、H.ローデ（ヴィオラ）、M.チャイコフスカヤ（チェロ）、R.コーエン（チェロ）、K.ハイドリッヒ（チェロ）、E.ライネ（コントラバス）、ブランディス四重奏楽団、ドイツリート伴奏者として畑儀文（テノール）、三井ツヤ子（メゾソプラノ）と共演。
1991年秋より、武庫川女子大学音楽部ピアノ科助教授。1995年～2013年より大阪芸術大学音楽部演奏学科講師。門下生は、ロンドン王立音楽大学（RCM)・ベルリン国立芸術大学・ブレーメン国立音楽大学・デトモルト国立音楽大学・桐朋学園に入学。日本バプテスト同盟姫路恵教会宣教師。
1988年、ドイツのバート・ゾーベルンハイム市にて、国際音楽祭「Mattheiser Sommer-Akademie　マタイザー・ゾンマー・アカデミー」を創設、その尽力により常任芸術監督に任じられる。2014年「Per-Sonare ペル・ソナーレの会」演奏研究会設立、2014年と2016年の夏ピアノマスタークラス指導。